# David Smith (Curler)
David Smith ist ein schottischer Curler.
Sein internationales Debüt hatte Smith bei der Europameisterschaft 1982 in Kirkcaldy, wo er die Goldmedaille gewann. Weltmeister wurde Smith 1991 in Winnipeg.
Smith spielte als Skip der britischen Mannschaft bei den XV. Olympischen Winterspielen 1988 in Calgary im Curling. Die Mannschaft belegte den achten Platz.

## Erfolge
- Weltmeister 1991
- Europameister 1982, 1988
- 2. Platz Weltmeisterschaft 1986, 1990, 1993, 1996
- 2. Platz Europameisterschaft 1991, 1998
- 3. Platz Weltmeisterschaft 1988
- 3. Platz Europameisterschaft 1983, 1992, 2010
- 3. Platz Juniorenweltmeisterschaft 1983, 1984, 1985